# جيفري شاطر
جيفري شاطر (بالإنجليزية: Geoffrey Chater)‏ هو ممثل بريطاني، ولد في 23 مارس 1921 في المملكة المتحدة.

## أعمال

### أفلام
- (1982) غاندي[5][6][7]

## وصلات خارجية
- جيفري شاطر على موقع IMDb (الإنجليزية)
- جيفري شاطر على موقع قاعدة بيانات الفيلم (الإنجليزية)